# Kirche Hl. Sava (Siokovac)

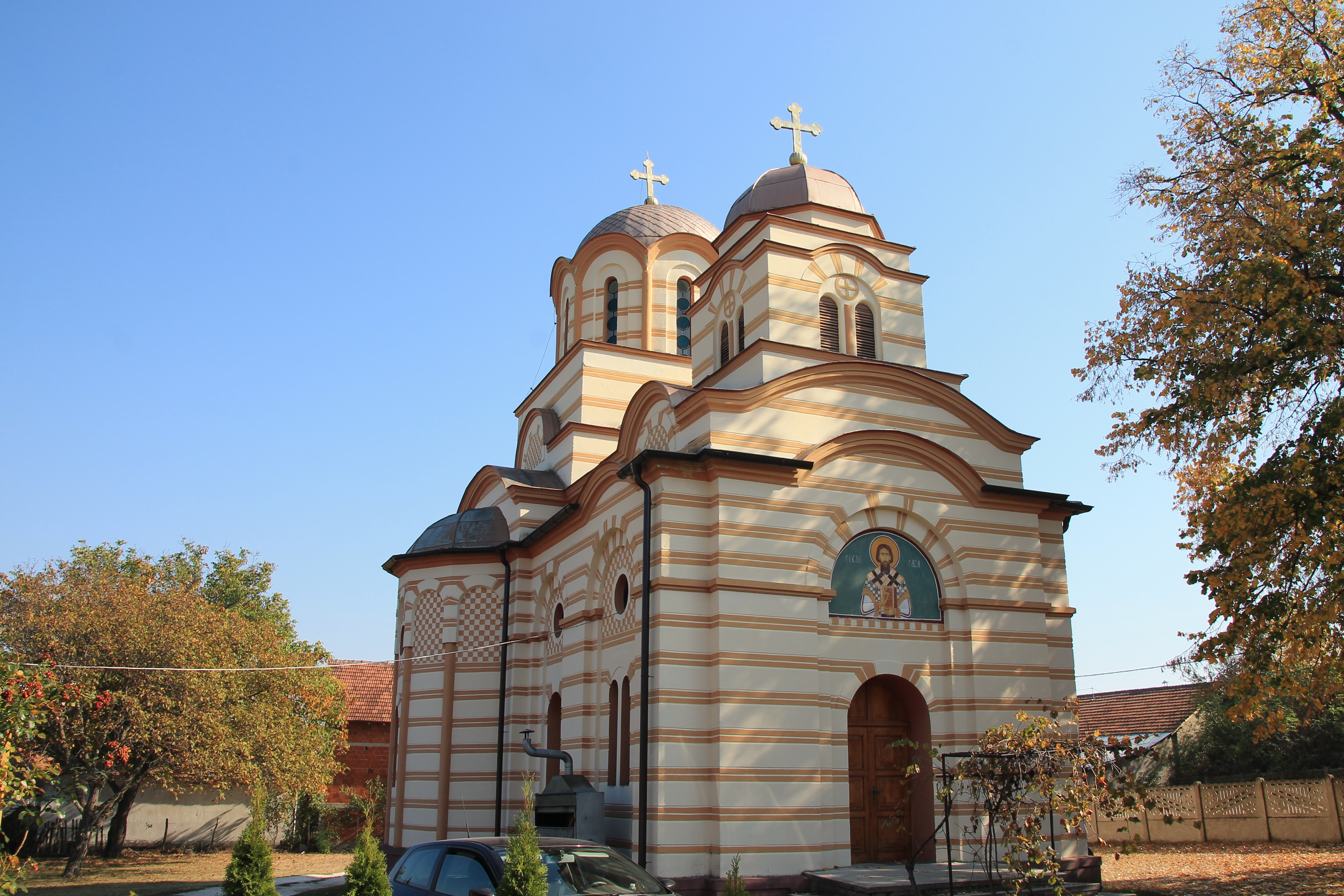
Die Kirche Hl. Sava im Dorf Siokovac

Die Kirche Hl. Sava (serbisch: Црква Светог Саве, Crkva Svetog Save) ist eine serbisch-orthodoxe Kirche  im zur Stadt Jagodina gehörigen Dorf Siokovac in Serbien.
Sie wurde 1938 erbaut. Die Gedenkkirche ist dem serbischen Nationalheiligen, dem ersten Erzbischof und dem Erleuchter des serbischen Volkes, Sava von Serbien geweiht. Sie ist die Pfarrkirche der Pfarrei und Kirchengemeinde Siokovac im Dekanat Belič der Eparchie Šumadija der Serbisch-Orthodoxen Kirche.

## Lage
Die Kirche Hl. Sava steht im Dorfzentrum von Siokovac. Im umzäunten Kirchhof steht östlich der Kirche, das Kriegerdenkmal des Ortes und das neu erbaute Pfarrhaus. Unweit der Kirche steht auch die Dorfambulanz von Siokovac. Der Bach Siokovački potok fließt östlich an der Kirche durch das Dorf vorbei.
Siokovac liegt westlich der Stadt Jagodina und hat circa 350 Einwohner. Die Stadt Jagodina gehört zum Okrug Pomoravlje in der Region Šumadija in Zentralserbien.

## Geschichte
1937 im damaligen Königreich Jugoslawien begannen die Vorbereitungen zum Bau der Kirche. Damals hatte Patriarch Varnava (Rosić) mit dem zuständigen Kirchenausschuss beschlossen, dass sie eine Gedenkkirche für den ermordeten König Aleksandar I Karađorđević und die gefallenen Soldaten im Ersten Weltkrieg ist und auch ein Beinhaus beherbergen wird. Präsident des Kirchenausschusses war der Archimandrit des Klosters Jošanica Teodosije (Tošić).

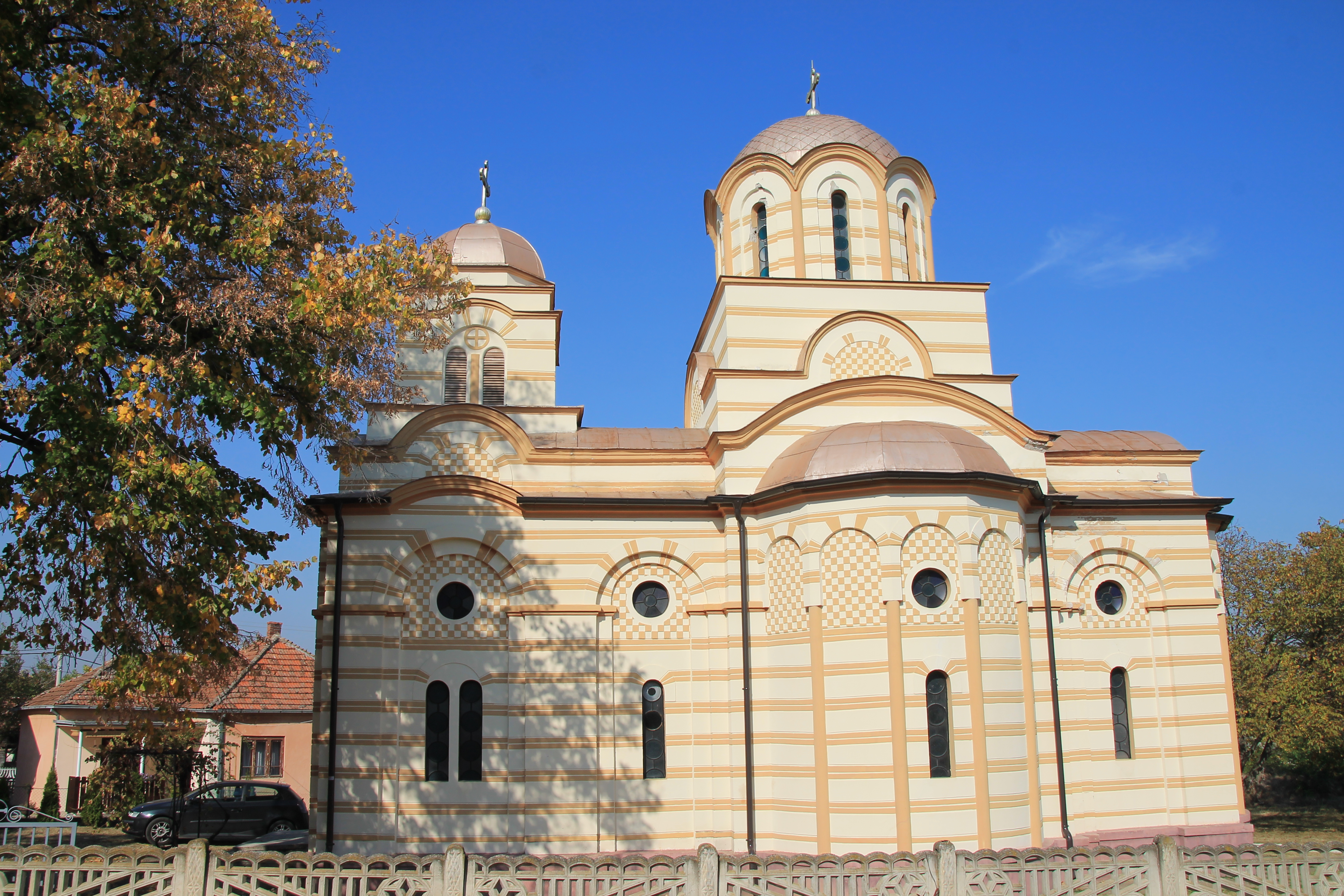
Südansicht der Kirche

Im Jahre 1938 wurde die Kirche in der Regentschaft von König Petar II Karađorđević und der Amtszeit des Patriarchen Gavrilo V. (Dožić) erbaut und im Oktober gleichen Jahres, fertiggestellt. Die Kirche wurde durch die Spenden der Einwohner von Siokovac erbaut. Damals gehörte das Dorf zur Pfarrei des Klosters Jošanica mit dem damaligen Pfarrpriester Stanko Lazarević.
Obwohl die Kirche 1938 fertiggestellt war, fand die erste Heilige Liturgie in der Kirche am 12. Februar 1942, dem Feiertag der Heiligen drei Hierarchen während des Zweiten Weltkriegs statt.
Feierlich eingeweiht wurde die Kirche Hl. Sava vom Bischof der Eparchie Šumadija, Valerijan (Stefanović) im Jahre 1959 im nun sozialistischen Jugoslawien.
Derzeitiger Priester der Kirche ist Ivan Jovanović. Die Slava von Siokovac ist der Zweite Pfingsttag.

## Architektur

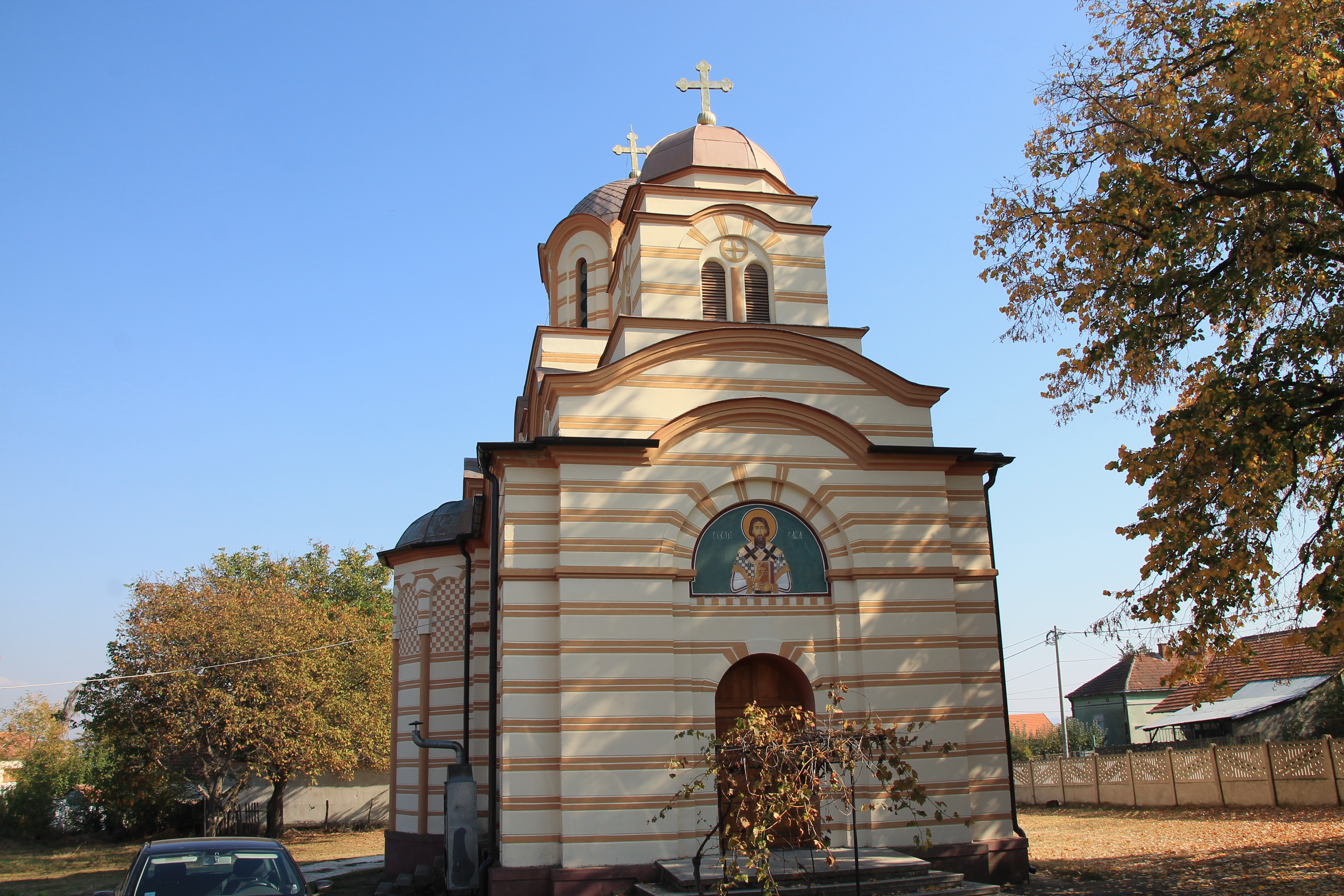
Westansicht der Kirche mit der Freske des Hl. Sava

Die einschiffige Kreuzkuppelkirche mit einer halbrunden Altar-Apsis im Osten, Seitenkonchen, einer Rundkuppel über der Mitte des Kirchenschiffs an der Kreuzung der Seitenarme der Kirche und einem kleinen Kirchturm im Westen, ist im Stil der Morava-Schule, einer Stilrichtung des Serbisch-byzantinischen Baustils erbaut.
Sie ist in Form einer Trikonchos konzipiert und besitzt einen Haupteingang im Westen über dem eine Patronatsfreske des Hl. Sava sich befindet und einen Nebeneingang an der Nordseite.
Sie ist bis zu einem gewissen Grad eine Kopie der mittelalterlichen Kirche Hl. Erstmärtyrer Stefan in Kruševac. Auffällig ist die im Streifen gehaltene Außenfassade der Kirche.
Die Kirche besitzt typisch für orthodoxe Kirchen eine (hölzerne) Ikonostase mitsamt Ikonen. Derzeit ist sie im Inneren nicht mit Fresken bemalt. Im Kircheninneren befinden sich zwei Marmorplatten mit goldenen kyrillischen Buchstaben, auf denen über den Kirchenbau und die Ktitoren der Kirche berichtet wird.

## Belege
- Artikel über die Kirche auf der Seite der Eparchie Šumadija, (serbisch)
- Artikel über die Kirchengemeinde  auf der Seite des Dekanats Belič, (serbisch)